# Ashley Callus
Ashley Callus (n. 10 martie 1979, Brisbane, Queensland, Australia) este un înotător australian, medaliat olimpic. A participat la 3 ediții ale Jocurilor Olimpice (2000, 2004, 2008) în care a câștigat două medalii de aur și două medalii de bronz.